# AK Poreč Motorsport
Autoklub Poreč Motorsport, hrvatski automobilistički klub iz Poreča. Organizira Nagradu Kanfanara, Rally Poreč, Nagradu Tar-Vabriga.